# Новий урбанізм

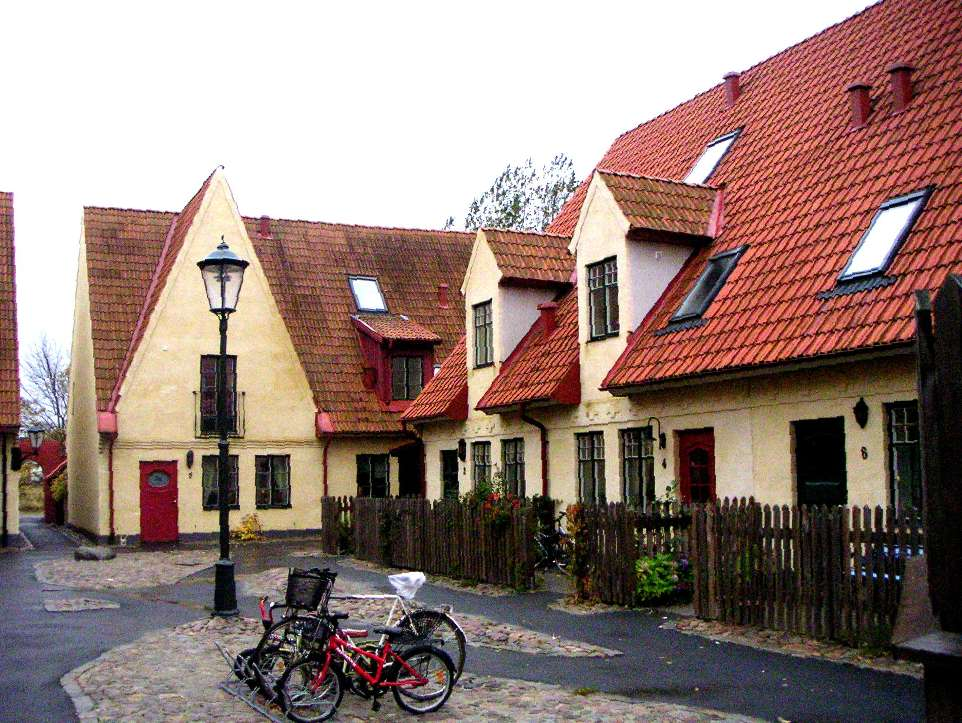
Йакріборг, комуна Стаффансторп, Швеція. Європейське втілення нового урбанізму

Нови́й урбані́зм (Неоурбанізм) (англ. New Urbanism) — концепція упорядкування урбаністичного (міського) простору, що виникла на тлі критики розповзання передмість, що відстоює відродження невеликого компактного «пішохідного» міста або району, в протилежність «автомобільним» передмістям.

### Загальні принципи
При одній назві новий урбанізм — це два дуже різних потоки ідей. Перший, європейський варіант, лідерами якого стали брати Лео і Роб Кріє, тісно пов'язаний із загальним трендом т. з. архітектури постмодернізму. Перебільшені або, навпаки, переменшені деталі, з'єднання різнорідного, розриви, що підкреслюють, що справа не в копіюванні старого, а в його експлуатації заради абсолютно нового ефекту — завдяки всьому цьому архітектуру постмодернізму легко впізнати. Однак, поряд з цими формальними іграми, проявилося і абсолютно серйозне прагнення прямо відтворити найкращі якості старовинних міст: невеликі квартали з їх суцільними, без розривів між будівлями, фасадами вулиць, маленькі пішохідні площі, затишні куточки. Американський варіант нового урбанізму інший. Це прагнення сформувати повнокровні нові міста з пішохідною доступністю всіх видів послуг і — в теорії — місць прикладання праці.
«Конгрес нового урбанізму»(CNU) — організація, що поширює ідеали цієї концепції, визначає десять базових принципів нового урбанізму:

##### Пішохідна доступність
Більшість об'єктів обслуговування мають знаходитись в межах 10-хвилинної ходьби від будинку і роботи; вулиці проектуються за принципом дружності до пішохода, а не автомобіля.

##### Поєднанність
Мережа взаємозв'язаних вулиць забезпечує перерозподіл транспорту і полегшує пересування пішки; вулиці ієрархічно структуровано (вузькі вулиці, бульвари, алеї); акцент на високій якості пішохідної мережі і громадських просторів для мінімізації використання автомобіля.

##### Багатофункціональність і різноманітність
Поєднання магазинів, контор, індивідуального житла та апартаментів в єдину структуру. Змішане використання на рівні мікрорайону (сусідства), кварталу, будівлі. Поєднання людей різного віку, рівня доходів, культур і рас.

##### Змішана забудова
Різноманітність типів, розмірів, цінового рівня будинків, розташованих поруч.
Якість архітектури і міського планування. Робиться акцент на естетиці, комфортності міського середовища, створюється «відчуття місця»; архітектура набуває людського масштабу.

##### Традиційна структура сусідства
Відмінність між центром і периферією;
громадські простори в центрі; якість громадських просторів; найвища щільність забудови в центрі міста; забудова стає менш щільною при віддаленні від нього.

##### Висока щільність забудови
Будівлі розташовуються ближче одна до одної для полегшення пішохідної доступності, ефективнішого використання ресурсів і послуг, створення зручнішого і приємнішого для життя середовища.

##### Екологічний транспорт
Мережа високоякісного транспорту, що з'єднує міста, селища і сусідства; доброзичливий до пішоходів простір, що передбачає широке використання велосипедів, роликових ковзанів, самокатів і
пішохідних прогулянок для щоденних пересувань.

##### Сталий розвиток
Мінімальний вплив забудови на довкілля та її використання; екологічно чисті технології, повага до довкілля й усвідомлення цінності природних систем.

##### Енергоефективність
Зменшення використання невідновлюваних джерел енергії; збільшення місцевого виробництва; створення умов для зменшення використання приватного автотранспорту.
Кілька простих і зрозумілих принципів характеризують новий урбанізм з достатньою повнотою.
По-перше, переконаність у тому, що відносно висока щільність забудови — це благо, а не порок, так що ділянки повинні бути невеликими.
По-друге, віра в те, що публічний простір важливіше, ніж приватний. Звідси прагнення поставити будинки фасадами по червоній лінії, відновивши почуття руху по вулиці, а не по дорозі, і, відповідно, відродження класичної американської тераси, на якій є лава-гойдалка або шезлонги, звідки сусіди вітають сусідів-перехожих . Звідси ж відродження тротуару, відсутність якого шокує європейця, який опинився десь у лос-анджелеському Малібу.
По-третє, досить суворий естетичний контроль над деталюванням фасадів, силуетом і навіть колористичним рішенням по кожній вулиці.

### Реалізація
Першим втіленням цього підходу в Америці стало містечко Сісайд у Флориді, створений за проектом Андес Дюан і Елізабет Плейтер-Зайберк. У дев'яності компанією Волта Діснея згідно за принципами нового урбанізму було збудовано містечко Селебрейшн (Флорида, США). Європейський приклад — місто Йаркіборг в Швеції, стилістично оформлене згідно з європейськими архітектурними традиціями.